# ダン・マタ
- ダン・マタ
- ダン・メイサ
- ダン・マーサ

ダン・マタ（Daniel Matha、1988年6月8日 - ）はアメリカ合衆国のプロレスラー。ペンシルベニア州エリー出身。

## 来歴

### 学生時代
学生時代はアメリカンフットボールに励む。エリー・マクドウェル高校在籍時、PIAA Class AAAA All-State football teamsの常連として活躍し、オフェンシブラインでScout.comを始めとする各メディアにおいてペンシルベニア州でのプロスペクトランキング10位台に評価された。
2007年、ピッツバーグ大学進学後、アメリカンフットボールクラブであるピッツバーグ・パンサーズに入部し、レッドシャツ（在学年数延長選手）の資格を行使するが肩を故障してリハビリに専念。以降、故障に泣かされ満足に活躍するに至らなかった。
2010年、ペンシルベニア州立インディアナ大学に転校。2012年にNCAA Division II All-America teamに選出された。

### CFL
2013年5月、NFLのシンシナティ・ベンガルズよりミニキャンプによるトライアウトに招待されるが落第。しかし、このトライアウトに参加した事によりCFLのモントリオール・アルエッツが興味を示し、勧誘を受けて2014年1月に契約を交わし入団。だが、シーズン中にプレーしていく事を思い留まり、契約を棄却してアルエッツから退団した。

### WWE

#### NXT
2015年2月、プロレスラーに転向する事を目指してケンタッキー州ルイビルを拠点とするOVW（Ohio Valley Wrestling）が運営するOVWトレーニングスクールにてトレーニングを開始。同年にはメジャー団体であるWWEが開催したリアリティーショーであるTough Enoughにプロモーションビデオを送った事がきっかけとなり、10月にWWEとディベロップメント契約を交わし入団。
トレーニング施設であるWWEパフォーマンスセンターにてプロレスの基礎を学び、2016年3月5日、The Arnold Classic 2016にてプロレスラーデビューを果たし、キシャン・ラフターと対戦するが敗戦した。同月6日、Arnold Sports Festival 2016にてエイデン・イングリッシュとの試合にてイングリッシュのパートナーであるサイモン・ゴッチがリングへ駆け込むが、NXTのGMであるウィリアム・リーガルが登場すると試合の変更を宣告され、ディラン・マイリーと組んでボードビレインズ（イングリッシュ & ゴッチ）とのタッグマッチで対戦する事になり勝利した。10月5日、NXTにて初登場。リングに上がるとバックステージよりサモア・ジョーが現れ、襲撃されると場外へと追い出された。
2018年4月27日、WWE・Greatest Royal Rumbleにて50人グレイテスト・ロイヤルランブルマッチに40番手で出場。しかし、アピールする間もなく直後に登場した41番手のブラウン・ストローマンに投げ出され脱落となった。10月28日、EVOLVE・EVOLVE 114にて行われた4コーナーズ・サバイバルマッチにサプライズ登場。エイドリアン・アラニス、リアム・グレイ、ショーン・ディーンと対戦。中盤にARフォックスの介入により場外へと追い出されてしまい勝利するに至らなかった。